# Efraim, az új vértanú

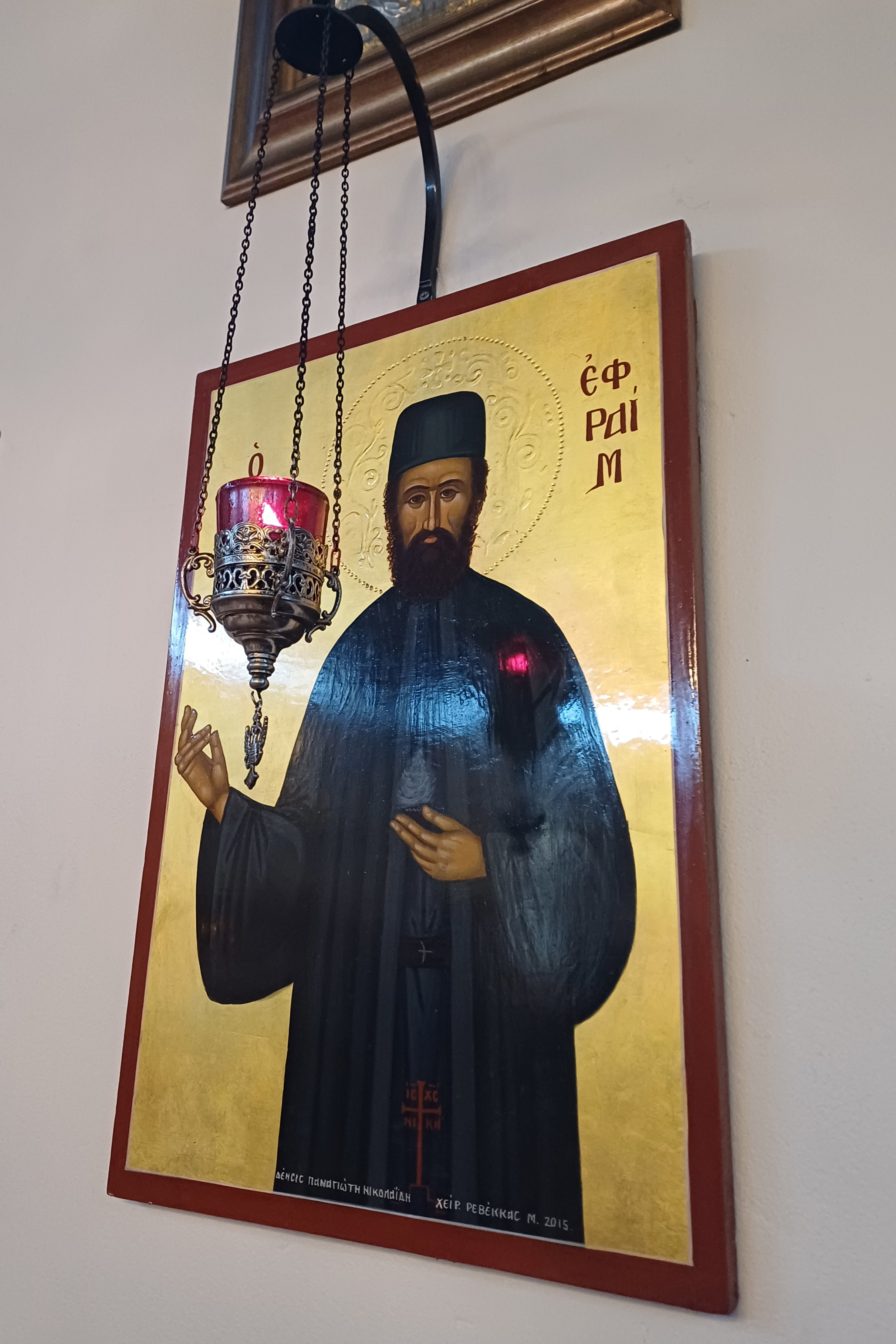
A szentet ábrázoló ikon az oxfordi Szentháromság ortodox templomban

Szent Efraim új vértanú, Amomon-hegyi Efraim (görögül: Άγιος Εφραίμ ο μάρτυρας / του Όροτυυρου Αμώμων) a hagyomány szerint 1384 és 1426 között élt. A Konstantinápolyi Ökumenikus Patriarchátus és a Görög ortodox egyház mártírként és csodatevő szentként tiszteli. Történelmi személyként való létezéséről nem tanúskodnak források. A hívők "újonnan kinyilatkoztatott" ("νεοφανής") szentként tisztelik, akinek létezése inkább isteni kinyilatkoztatás, semmint történelmi bizonyíték kérdése.

## Szentté avatása
Szent Efraim nevét és életrajzát, pontos dátumokkal és részletekkel kiegészítve, egy apáca, Makaria Desipri elbeszéléséből ismerjük. Ő 1950-ben isteni kinyilatkoztatások nyomán, a szent testeként tisztelt holttestet találta meg egy elhagyatott középkori kolostor helyén az Amomon-hegy lejtőin, a mai Nea Makri város közelében, Görögországban, Attikában. A szent, akinek testét csodatévő ereklyeként őrzik, gyorsan köztisztelet tárgyává vált. Életének és mártíromságának helyén újjáépítették a Szűzanya Angyali Üdvözletének kolostorát (Ιερά Μονή Ευαγγελισμού της Θεοτόκου). Gyógyulások egész sora következett be azok között akik ebbe a kolostorba ellátogattak. 1998-ban a görögországi ortodox egyház szinódusa szentté nyilvánította Szent Efraimot, amit a konstantinápolyi pátriárka 2011-ben hagyott jóvá.

## Élete
A Makaria nővérnek feltárt látomások szerint, Szent Efraim 1384. szeptember 14-én született Trikalában, Thesszáliában. Polgári neve Konstantinos Morphes volt. Szerzetes lett, felvette az Efraim nevet, és Attikába költözött, az Amomon-hegyen lévő Szűzanya Angyali Üdvözletének kolostorába. Közel 27 évig szolgált itt, már felszentelt papként, amikor 1424-ben a kolostort portyázó oszmán csapatok támadták meg. Efraimnek sikerült megmenekülnie, és az ezt követő évet a kolostor romjai közelében töltötte. 1425. szeptember 14-én egy újabb török roham során elfogták. Több mint nyolc hónapig tartották fogságban, éheztették és szörnyű kínzásoknak vetették alá, remélve, hogy a szent végül áttér a muszlim hitre. Végül 1426. május 5-én kivégezték. Egy eperfa, amelyre a hagyomány szerint fejjel lefelé lógva Szent Efraimet felakasztották, az újjáépített kolostor területén ma is látogatható.

## Fordítás
Ez a szócikk részben vagy egészben  az   Ephraim the Neomartyr című angol Wikipédia-szócikk ezen változatának fordításán alapul.  Az eredeti cikk szerkesztőit annak laptörténete sorolja fel. Ez a jelzés csupán a megfogalmazás eredetét és a szerzői jogokat jelzi, nem szolgál a cikkben szereplő információk forrásmegjelöléseként.